# Niborskiana
Niborskiana is een geslacht van wantsen uit de familie van de Tingidae (Netwantsen). Het geslacht werd voor het eerst wetenschappelijk beschreven door Montemayor in 2012 .

## Soorten
Het genus bevat de volgende soorten:

- Niborskiana gracilis (Monte, 1940)
- Niborskiana notabilis (Drake, 1922)